# Jarcová
Jarcová (en allemand : Jarzowa) est une commune du district de Vsetín, dans la région de Zlín, en République tchèque. Sa population s'élevait à 860 habitants en 2020.

## Géographie
Jarcová se trouve à 4 km au sud du centre de Valašské Meziříčí, à 12 km au nord de Vsetín, à 33 km au nord-est de Zlín et à 264 km à l'est-sud-est de Prague.
La commune est limitée par Poličná au nord-ouesy, par Valašské Meziříčí au nord-est et à l'est, par Bystřička au sud-est, par Mikulůvka au sud, et par Oznice au sud et au sud-ouest.

## Histoire
La première mention écrite du village date de 1392.